# آب‌انبار پنج‌تایی
آب‌انبار پنج تایی مربوط به دوره پهلوی است و در احمدآباد، بلوار امام خمینی، کوچه شهید مطهری واقع شده و این اثر در تاریخ ۲ بهمن ۱۳۸۲ با شمارهٔ ثبت ۱۰۷۹۱ به‌عنوان یکی از آثار ملی ایران به ثبت رسیده است.